# Núñez de Avendaño
Núñez de Avendaño (castellà: Diego Núñez de Avendaño)  (Castillo de Garcimuñoz, segle XVI - Lima, 26 de maig de 1606), va ser un doctor en lleis i polític espanyol que va estar provisionalment a càrrec del govern del Virregnat del Perú com a President de l'Audiència de Lima (1606).

## Biografia
Va ser fill del prominent jurisconsult espanyol Pedro Núñez de Avendaño, la col·lecció d'obres del qual es publica després d'obtenir el privilegi real el 1565, amb excepció del Tractat de la caça.
Fou nomenat Fiscal de l'Audiència de Lima (14 de juny de 1588), va passar després a ser Oidor (21 setembre 1591). Va tenir un dubte amb el capítol de la ciutat pel seu judici sobre el preu de la carn (1599). I, sent el President més antic, va presidir l'Audiència a la mort del Virrei Gaspar de Zúñiga y Acevedo, comte de Monterrei (1 de febrer de 1606) qui l'havia nomenat el seu marmessor testamentari.
Va morir a l'exercici de la seva funció (26 maig 1606), i va haver de succeir l'oïdor Juan Fernández de Boane fins a l'arribada del virrei Juan de Mendoza i Luna, Marqués de Montesclaros (21 desembre 1607).

## Govern de l'Audiència de Lima (1606)
Lima i tot el Virregnat va quedar ple de pesar per la mort del Comte de Monterrey, un governant a qui tots veien com un sant, per la puresa dels seus costums i la rectitud del seu procedir, i només en part van venir a ser un lenitiu les festes amb què es va celebrar a la ciutat el naixement del príncep Felip, notícia que va arribar a Lima el dia 6 de febrer de 1606 i que el Cabildo es va preparar a celebrar amb el Faust ordinari al mes d'abril.
Poc després va morir del segon Arquebisbe de Lima, Toribio de Mogrovejo, el 23 de març de 1606 (Dijous Sant), a la vila de Saña, després de 24 anys d'haver regit la immensa Arxidiòcesi. El sant arquebisbe es trobava en plena tercera visita pastoral que havia emprès el 12 de gener de 1605, però una malaltia l'immobilitza i posar fi als seus dies. Anys després seria elevat als altars.